# Richard Farda
Richard Farda, češki hokejist, * 8. november 1945, Brno, Jihomoravský, Češka.
Farda je v češkoslovaški ligi igral za kluba HC Brno in Dukla Jihlava, skupno je odigral 408 prvenstvenih tekem in dosegel 177 golov. Potem, ko je z Václavom Nedomanským prebegnil v Švico, je igral v ligi WHA za kluba Toronto Toros in Birmingham Bulls, ob koncu kariere pa še za kluba HC Genève-Servette in Zürich SC Lions v švicarski ligi. 
Za češkoslovaško reprezentanco je igral na enih olimpijskih igrah, kjer je bil dobitnik bronaste medalje, ter šestih Svetovnih prvenstvih, kjer je bil dobitnik ene zlate, dveh srebrnih in treh bronastih medalj. Za reprezentanco je na 149-ih tekmah dosegel 49 golov. 
Leta 2010 je bil sprejet v Češki hokejski hram slavnih.